# Harrisville, Ohio
Harrisville är en by (village) i Harrison County i Ohio. Vid 2010 års folkräkning hade Harrisville 235 invånare.